# World Super Challenge maschile 1996
Il I World Super Challenge si è svolto nel 1996 in Giappone, a Tokyo. Al torneo hanno partecipato 6 squadre e la vittoria finale è andata  all'Italia.

## Squadre partecipanti
- Cina
- Corea del Sud
- Giappone
- Italia
- Paesi Bassi
- Jugoslavia

## Classifica finale
| Classifica | Squadre       |
| ---------- | ------------- |
|            | Italia        |
|            | Paesi Bassi   |
|            | Jugoslavia    |
| 4          | Cina          |
| 5          | Corea del Sud |
| 6          | Giappone      |